# Ruta Provincial 34-S (Santa Fe)
La Ruta Provincial 34-S es una carretera de jurisdicción provincial que atraviesa casi diagonalmente el Departamento Rosario. Sus 45 km están parcialmente pavimentados, con varios tramos de tierra.

## Localidades
Las ciudades y pueblos por los que pasa esta ruta de este a oeste son: (los pueblos con menos de 5000 habitantes figuran en itálica)

### Provincia de Santa Fe
- Departamento Rosario: Granadero Baigorria (km 0), Ibarlucea (km 8), Funes (km 18), Pérez (km 45).